# Montboucher
Montboucher är en kommun i departementet Creuse i regionen Nouvelle-Aquitaine i de centrala delarna av Frankrike. Kommunen ligger i kantonen Bourganeuf som tillhör arrondissementet Guéret. År 2022 hade Montboucher 370 invånare.

## Befolkningsutveckling
Antalet invånare i kommunen Montboucher
Referens:INSEE